# 南九州ヤマダ電機
南九州ヤマダ電機株式会社（みなみきゅうしゅうヤマダでんき）とは、かつて存在した鹿児島県においてヤマダ電機の店舗展開を行っていた企業。
鹿児島県では他に正一電気との合弁会社だった九州テックランド（2010年現在はヤマダ電機の完全子会社）と親会社のヤマダ電機も店舗を展開している。

## 沿革
- 1997年（平成9年）12月 - 鹿児島県鹿児島市に南国殖産との合弁で設立。
- 2017年（平成29年）
  - 1月 - ヤマダ電機の完全子会社となる[2]
  - 3月 - 親会社のヤマダ電機に吸収合併され解散[3]。

## 店舗
南九州ヤマダ電機が運営していた店舗は鹿児島本店・鹿児島北店、伊集院店、鹿屋店、国分店である。各店舗の詳細は公式サイト「店舗案内 鹿児島県」を参照。